# Gynacantha nausicaa
Gynacantha nausicaa – gatunek ważki z rodziny żagnicowatych (Aeshnidae).